# The St. Francisville Experiment
The St. Francisville Experiment ist ein 2000 gedrehter US-amerikanischer Horrorfilm in der Form einer Mockumentary. Der Film wird auch als At the Gates of Hell in Deutschland vertrieben.

## Hintergrund
Der Film beginnt mit der Geschichte um Delphine LaLaurie, die im 19. Jahrhundert mehrere Sklaven in ihrem Haus schwer misshandelt haben soll. Sie und ihr dritter Ehemann, der Arzt Leonard Louis Nicolas Lalaurie, flohen im April 1834 aus ihrer Villa, nachdem diese durch ein Feuer niedergebrannt war. Die Feuerwehrleute hatten mehrere gefesselte, halbverhungerte und gefolterte Sklaven in dem Anwesen gefunden, was die Gerüchte um die Misshandlungen zu bestätigen schien. Obwohl die Besitzer nicht zurückkehrten wurde es restauriert, doch es wurde behauptet, dass die Schreie ihrer Opfer noch immer im Haus zu hören seien.

## Handlung
Die Filmhandlung spielt rund 150 Jahre nach diesen Ereignissen. Tim, Madison, Paul und Ryan betreten die Villa von Madamme LaLaurie in St. Francisville, Louisiana. Ausgestattet mit Kameras verbringen sie die Nacht in dem Horror-Haus. Die Gruppe besteht aus einer Hellseherin, einer Historikerin, einem Filmemacher und einem Geisterjäger. Denn es heißt, dass die Seelen der gefolterten Opfer das Haus niemals verlassen hätten. Die Gruppe versucht den paranormalen Phänomenen  in der Villa auf den Grund zu gehen.

## Produktion
Mit einem geschätzten Budget von rund 250.000 US-Dollar wurde der Film von der The Kushner-Locke Company umgesetzt. Paul Salamoff, Dana Scanlan und Gary Schmoeller waren als Produzenten an dem Projekt beteiligt. Regie führte Ted Nicolaou.
Die Städte New Orleans und St. Francisville, im US-Bundesstaat Louisiana, dienten als Kulisse der Dreharbeiten.
Das Werk feierte seine US-Premiere am 15. April 2000, im Rahmen des Los Angeles Independent Film Festivals.

### Synchronisation
Die deutsche Synchronfassung entstand bei der Arena Synchron GmbH in Berlin, unter der Dialogregie und nach einem Buch von Masen Abou-Dakn.
| Rolle                                                | Deutscher Sprecher |
| ---------------------------------------------------- | ------------------ |
| Madison Charap (Medium, Hellseherin)                 | Sandra Schwittau   |
| Troy Taylor (Geisterforscher)                        | Stefan Fredrich    |
| Ryan Larson (Geschichtsstudentin)                    | Carola Ewert       |
| Paul Cason (Leiter der Gruppen)                      | Björn Schalla      |
| Tim Thompson (Filmemacher)                           | Marcel Collé       |
| Paul Salamoff (Produzent)                            | Olaf Reichmann     |
| Ava Jones (Voodoo-Priesterin)                        | Astrid Bless       |
| Katherine Smith (Expertin für paranormale Phänomene) | –                  |
| Sarah Clifford (Einführung)                          | Ulrike Stürzbecher |

## Kritik
„Miserabler Nachklapp von ‚The Blair Witch Project‘, dessen inszenatorische Hektik in keinem Verhältnis zum erzählerischen Ergebnis steht. Ein in allen Belangen erbärmlicher Film.“